# Konzept für eine Politik zur Überwindung der Wachstumsschwäche und zur Bekämpfung der Arbeitslosigkeit
Das Konzept für eine Politik zur Überwindung der Wachstumsschwäche und zur Bekämpfung der Arbeitslosigkeit (auch: Lambsdorff-Papier) ist eine wirtschaftspolitische Programmschrift, die in der Endphase der sozialliberalen Koalition im Jahr 1982 im Bundeswirtschaftsministerium unter Leitung des Wirtschaftsministers Otto Graf Lambsdorff (FDP) und der Mitarbeit seines Staatssekretärs Otto Schlecht sowie des damaligen Leiters der Abteilung Wirtschaftspolitik Hans Tietmeyer ausgearbeitet und in einem Schreiben an Bundeskanzler Helmut Schmidt am 9. September 1982 vorgestellt wurde.

## Inhalt
Das Konzept, das den wirtschaftspolitischen Kurswechsel in Großbritannien und den USA unter Margaret Thatcher und Ronald Reagan aufgriff und neoliberale Positionen zur Reform des Arbeitsmarkts enthielt, umfasste im Wesentlichen die Ziele:
- Konsolidierung des Haushalts,
- Schaffung von Anreizen zu arbeitsplatzfördernden Investitionen,
- Eindämmung der steigenden Sozialstaatskosten und
- Deregulierung im Inneren und nach außen,

zu deren Erreichung ein Bündel Maßnahmen vorgeschlagen wurden, die dann im Folgenden zunächst von der neuen christlich-liberalen Koalition unter Helmut Kohl, später von der rot-grünen Koalition im Rahmen der „Agenda 2010“ unter Gerhard Schröder in Angriff genommen wurden. Aber zunächst galt das von der FDP vorgelegte Konzept mit den SPD-Positionen als unvereinbar und verschärfte das in Anbetracht der innerhalb der SPD kontrovers geführten Diskussionen über den NATO-Doppelbeschluss ohnehin angespannte Verhältnis der SPD zu ihrem Koalitionspartner. Der anschließende Konflikt über den Bundeshaushalt 1983 führte schließlich zum Bruch der seit 1969 regierenden sozialliberalen Koalition, der in dem Misstrauensvotum von 1982 seinen Ausdruck fand.

„Das Papier ist als ‚Scheidungsbrief‘ in die Geschichte eingegangen, weil seine Veröffentlichung am 9. September 1982 den Bruch der Regierungskoalition zwischen SPD und FDP auslöste. Sein Inhalt steht stellvertretend für die wirtschaftspolitische Umorientierung von der keynesianischen Nachfragesteuerung zur liberalen Angebotspolitik, die während der 1970er Jahre eingesetzt hatte. Da das neue wirtschaftspolitische Leitbild in der Folgezeit jedoch nur sehr unvollständig umgesetzt wurde, ist das Lambsdorff-Papier gleichzeitig ein Schlüsseldokument für die Beharrungskraft des westdeutschen Gesellschaftsmodells.“

## Dokumentation
- Konzept für eine Politik zur Überwindung der Wachstumsschwäche und zur Bekämpfung der Arbeitslosigkeit. 9. September 1982. In: 100(0) Schlüsseldokumente zur deutschen Geschichte im 20. Jahrhundert. Bayerische Staatsbibliothek (Hrsg.). Abgerufen am 12. Januar 2019.
- Gérard Bökenkamp, Detmar Doehring, Jürgen Frölich, Ewald Grothe, Liberales Institut der Friedrich-Naumann-Stiftung für die Freiheit und Archiv des Liberalismus der Friedrich-Naumann-Stiftung für die Freiheit (Hrsg.).: 30 Jahre „Lambsdorff-Papier“. Texte und Dokumente zum „Konzept für eine Politik zur Überwindung der Wachstumsschwäche und zur Bekämpfung der Arbeitslosigkeit“ (9. September 1982). 3. Auflage, Berlin 2013. https://www.freiheit.org/sites/default/files/import/2017-09/11471-lambsdorff-papier.pdf